# Atarba (Atarbodes) bipunctulata
Atarba (Atarbodes) bipunctulata is een tweevleugelige uit de familie steltmuggen (Limoniidae). De soort komt voor in het Palearctisch gebied.